# Bahía Urania
Bahía Urania o Bahía Uranie (en inglés: Uranie Bay) se encuentra en el noreste de la Isla Soledad, en la costa sur de la Bahía de la Anunciación, al sudeste de  Puerto Soledad. Lleva el nombre del buque Urania del navegante francés Louis de Freycinet.
Fue uno de los lugares de desembarco potencialmente considerados por las fuerzas británicas durante la Guerra de las Malvinas, al igual que en Punta Voluntarios. Se consideró un buen sitio para un asalto directo, sin embargo, estaba fuertemente custodiado por las posiciones argentinas, a diferencia de la Bahía San Carlos. Fue también dentro del alcance del misil antibuque MBDA Exocet en Puerto Argentino/Stanley y en las inmediaciones en punta Hooker.